# Jag hade en gång en båt
"Jag hade en gång en båt" är en sång från 1966 med text av Cornelis Vreeswijk. Den svenska texten är en protestsång mot krig. 
Melodin är hämtad från en västindisk folksång som blev populär i USA på 1950-talet. Under åren 1950–1966 gjordes ett tiotal olika inspelningar, under flera olika namn, bland annat "(The Wreck of the) John B" (The Weavers, 1950; The Kingston Trio, 1958), "The John B. Sails" (The Brothers Four, 1963), "I Want to Go Home" (Johnny Cash, 1959), och "Sloop John B" (Bud & Travis, 1960; The Beach Boys på deras album Pet Sounds, 1966). I slutet av 1990-talet blev sången populär på nytt, nu oftast med namnet "Sloop John B".
En inspelning med Vreeswijk och Ann-Louise Hanson från albumet Grimascher och telegram (1966) låg på Svensktoppen i 15 veckor under perioden 25 mars–2 juli 1967, med andraplats som bästa placering där. Arrangemanget påminner närmast om The Kingston Trio från 1958.
"Jag hade en gång en båt" har även tolkats av bland andra Attentat och av Sten & Stanley i filmen Cornelis. 

## Utgivning
- Vreeswijk, Cornelis; Charles Curt (1966). Grimascher och telegram. Stockholm. Libris 2307712